# سیندرلای ناخوانده
سیندرلای ناخوانده؛ میدوری، داروساز بیمارستان (ژاپنی: アンサングシンデレラ 病院薬剤師 葵みどり هپبورن: Ansangu Shinderera: Byōin Yakuzaishi Aoi Midori) مجموعه مانگا ژاپنی اثر ماماره آرای است. این مانگا اولین بار در ماهنامه کمیک زنون در مه ۲۰۱۸ به چاپ رسید. یک درام لایو-اکشن ژاپنی از روی این اثر اقتباس شد و از ژوئیه تا سپتامبر ۲۰۲۰ پخش شد.

## خلاصه داستان
میدوری آئوی داروسازی است که در طول هشت سال زندگی حرفه‌ای خود، بر اساس اعتقاد قوی خود کار کرده است؛ او معتقد است برای تجویز داروی درست باید بیمار را به خوبی شناخت چراکه دارو پیوندی است که با آن می‌توان یک بیمار را به بیمار دیگر پیوند داد.